# Víktor Gluixkov
  Víktor Gluixkov  (rus: Виктор Михайлович Глушков)  (Rostov del Don, 24 d'agost de 1923 - Moscou i Hospital Clínic Central de Moscou, 30 de gener de 1982) va ser un matemàtic soviètic, reconegut com un dels pioners de la cibernètica. Va fer grans contribucions en la teoria d'autòmats, en l'àlgebra d'algorismes, en l'arquitectura de computadores, en la intel·ligència artificial, en la creació de sistemes de direcció de sistemes tecnològics i empreses industrials, i en els fonaments de direcció automatitzada de l'economia.

## Biografia
Fill de l'enginyer en mines Mikhail Ivanovitx Gluixkov i de Vera Iosifovna Bosova. Viuria els seus anys d'infància a Xakhti. En produir-se la invasió alemanya a la Unió Soviètica el 1942, va intentar enrolar-se per al servei militar però va ser rebutjat per la seva deficient visió, sent assignat als destacaments d'excavació de trinxeres.
Després d'haver sobreviscut l'ocupació alemanya va ingressar a estudiar en l'Institut Industrial de Novotxerkassk, es va graduar de plomaire i tècnic treballant en les labors de reconstrucció. Contreu matrimoni amb Valentina Mikhailovna Papkova. El 1947 ingressa a estudiar física i matemàtiques a la Universitat Federal del Sud. Obté la seva candidatura al doctorat en físiques i matemàtiques el 1951 i passa a realitzar els estudis de doctorat a la Universitat Estatal de Moscou que culminaria el 1955.
Des de 1956 és director i fundador del Centre de Còmput de l'Acadèmia de Ciències de la República Socialista Soviètica d'Ucraïna i catedràtic a la Universitat de Kíiv. Durant la dècada de 1960 i 1970 va dirigir l'Institut de Cibernètica de Kíev, va ser vicepresident de l'Acadèmia de Ciències d'Ucraïna, i en l'activitat política membre del Comitè Central del Partit Comunista de la República Socialista Soviètica d'Ucraïna. A més, va ser delegat en al XXIV Congrés del Partit Comunista de la Unió Soviètica, així com als Congressos XXV i XXVI. Membre ple de l'Acadèmia de Ciències de la Unió Soviètica des de 1964. Va ser redactor en cap de les revistes "Kibernetika" (des de 1965) i "Sistemes i màquines d'adreça" (des de 1972).

## Aportacions científiques
La seva labor de recerca va abastar diversos camps. En particular la construcció de la base teòrica de la cibernètica. Va reformular els principis d'arquitectura de computadors de John von Neumann. Els seus primers treballs teòrics van incloure el desenvolupament de la teoria d'autòmats, àlgebra d'algorismes i teoria de sistemes acte-organitzats.
Gluixkov va formar part del col·lectiu de recerca que va desenvolupar el llenguatge de programació Analitik, igual que la labor de disseny i elaboració de la línia de computadors "Ucraïna" i "MIR".
Gran part de l'obra de Gluixkov es dedica a la qüestió de l'automatització de l'adreça de la producció. El 1961 va presentar la seva primera proposta per implementar un sistema automatitzat que uniria plantes industrials amb l'Institut de Cibernètica d'Ucraïna.
El 1963 és encarregat per iniciativa de Aleksei Kossiguin de l'elaboració del projecte de creació del Sistema d'Adreça Automatitzada de l'Economia. El projecte seria rebutjat per afavorir la reforma de mercat de 1965, encara que amb el suport de Dmitri Ustínov es va iniciar la instal·lació de centres en les empreses adjuntes a la Comissió Militar-Industrial.
El 1967 es posa en funcionament en la planta de televisors de Lvov el primer sistema de processament de la informació, prototip d'altres centres semblants al voltant del la Unió Soviètica.

## Publicacions
- Síntesi d'autòmats numèrics (Синтез цифровых автоматов) (1961)
- Teoria abstracta dels autòmats (Абстрактная теория автоматов) (1961)
- Introducció a la cibernètica (Введение в кибернетику) (1964)
- Introducció als AA.SS.UU. (Введение в АСУ) (1974)
- Àlgebra, llenguatge, programació (Алгебра, языки, программирование) (1974)
- Automatització del disseny de màquines de còmput (Автоматизация проектирования вычислительных машин) (1975)
- Fonaments de la informàtica sense paper (Основы безбумажной информатики) (1982)

## Distincions i guardons
- Membre de l'Acadèmia Nacional de Ciències d'Ucraïna des de 1961.[18]
- Membre de l'Acadèmia de Ciències de l'URSS des de 1964.[19]
- Membre de l'Acadèmia Alemanya de Ciències Leopoldina des del 1970.[20]
- Premi Lenin, 1964
- Ordre de Lenin, 1967, 1975
- Premi Estatal de l'URSS, 1968, 1977
- Heroi del Treball Socialista, 1969
- Premi estatal ucraïnès, 1970, 1981
- Orde de la Revolució d'Octubre, 1973
- Computer Pioneer Award (IEEE), per a l’automatització digital de l’arquitectura d’ordinadors, 1996.[21]